# کوکینکویلگا

کوکینکویلگا شهری در شهرستان رامونگو در استان بولکیمده در بورکینافاسوی غربی مرکزی است جمعیت آن ۳۲۷ نفر است.